# Libia en los Juegos Paralímpicos de Atlanta 1996
Libia estuvo representada en los Juegos Paralímpicos de Atlanta 1996 por cuatro deportistas masculinos. El equipo paralímpico libio no obtuvo ninguna medalla en estos Juegos.